# 甘達拉河

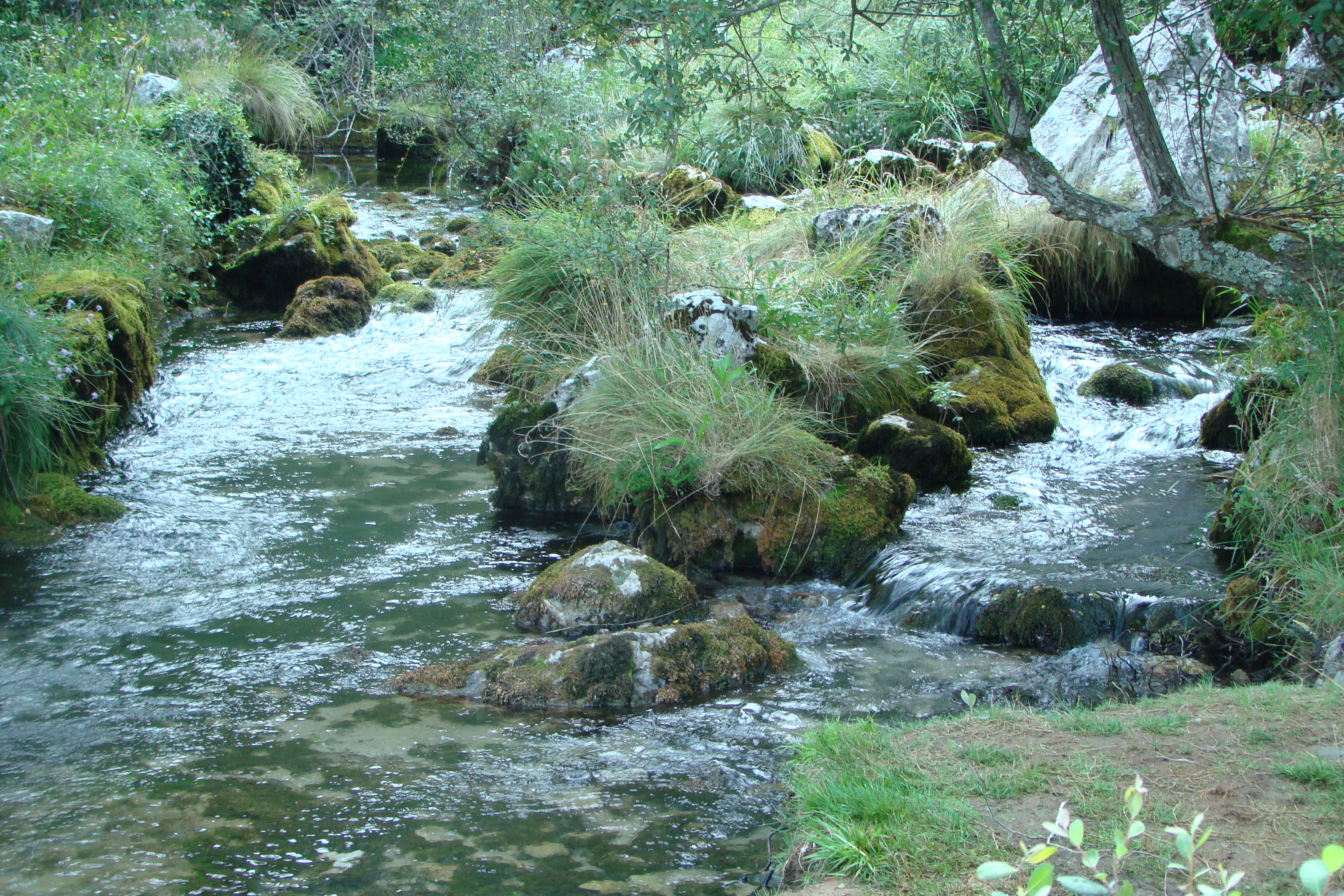
甘達拉河

甘達拉河（西班牙語：Río Gándara）是西班牙的河流，位於該國北部坎塔布里亞，發源自海拔高度950米處，最終注入阿松河，河道全長18公里，是鱒魚出沒的地點。